# Edmund Thormählen
Edmund Thormählen, född 21 juli 1865 i Göteborg, död 13 november 1946 i Kungsbacka, var en svensk seglare.
Thormählen seglade för Göteborgs KSS. Han blev olympisk silvermedaljör i London 1908. Thormählen är begravd på Östra kyrkogården i Göteborg.